# Astiphromma simile
Astiphromma simile là một loài tò vò trong họ Ichneumonidae.